# Pchjongjang
Pchjongjang (korejsky: 평양시 – Pchjŏngjang, anglickým přepisem Pyongyang; dříve (japonsky) Heidžó (平壤市); dříve česky Fenjan) je hlavní a největší město Korejské lidově demokratické republiky. Pchjongjang se nachází na řece Taedong asi 109 km proti proudu od jejího ústí do Žlutého moře. Podle neoficiálních dat OSN zde k roku 2023 žije 3 157 538 obyvatel. V odborné literatuře bývá Pchjongjang označován jako "Jeruzalém Východu".
Pchjongjang je jedním z nejstarších měst v Koreji.  Bylo hlavním městem dvou starověkých korejských království, Kočoson a Kogurjŏ, a sloužilo jako sekundární hlavní město Korjo. Po založení Severní Koreje v roce 1948 se Pchjongjang stal de facto jejím hlavním městem. Město bylo znovu zničeno během korejské války, ale po válce bylo rychle přestavěno se sovětskou pomocí.
Pchjongjang je politickým, průmyslovým a dopravním centrem Severní Koreje. Je domovem hlavních vládních institucí Severní Koreje, stejně jako vládnoucí Korejské strany práce, která má své sídlo v přísně uzavřeném Vládním komplexu č. 1., známém jako "Zakázané město Pchjongjangu".
Dominantou města je Věž Čučche z roku 1982.

## Historie

### Počátky města
Pchjongjang byl založen v roce 1122 př. n. l. na místě hlavního města legendárního krále Tanguna. Postupně se rozrostlo v jedno z nejvýznamnějších měst tehdejšího království Kočoson. Roku 108 př. n. l. bylo dobyto čínskou dynastií Chan, zpět do Koreje se vrátilo roku 313, kdy jej dobylo tehdejší království Kogurjo, které ho roku 427 povýšilo na hlavní město.
Po dalších dvou stoletích, v roce 668, ho dobyli jiní tehdejší korejští vládcové a zároveň i zničili, bylo však později obnoveno pod názvem Sogjong (서경; 西京), doslova západní hlavní město.
Během Imdžinské války (1592–1598) byl Pchjongjang oblehán Japonci, ale byli díky městským hradbám poraženi a donuceni se svými vojsky odtáhnout. Později v 17. století bylo město dočasně okupováno během čchingské invaze do Čosonu (1636-1637), dokud nebyla uzavřena mírová dohoda mezi Koreou a Říší Čching. Zatímco invaze způsobily, že Korejci byli podezřívaví vůči cizincům, vliv křesťanství začal růst poté, co se země otevřela cizincům v 16. století. Pchjongjang se stal základnou křesťanské expanze v Koreji. V roce 1880 se zde nacházelo více než 100 kostelů a žilo více protestantských misionářů než v kterékoli jiném asijském městě a nazývalo se "Jeruzalém východu".
V roce 1890 mělo město 40 000 obyvatel. Bylo to místo bitvy o Pchjongjang (1894) během první čínsko-japonské války, která vedla ke zničení a vylidnění většiny města. Od roku 1896 bylo hlavním městem provincie Jižní Pchjongan. Během japonské koloniální nadvlády se Japonsko snažilo rozvíjet město jako průmyslové centrum, ale čelilo Hnutí 1. března v roce 1919 a těžké protijaponské socialistické hnutí v roce 1920 kvůli ekonomickému vykořisťování. Nazývalo se Heijō (se stejnými čínskými znaky 平壤, ale v japonštině se čte jako へいじょう).
V roce 1938 měl Pchjongjang 235 000 obyvatel.

### Po 1945
25. srpna 1945 vstoupila sovětská 25. armáda do Pchjongjangu a Pchjongjang se stal dočasným hlavním městem Prozatímního lidového výboru pro Severní Koreu. Byl tam již zřízen Lidový výbor, vedený veteránem křesťanského nacionalisty Cho Man-sikem.  Pchjongjang se stal de facto hlavním městem Severní Koreje po svém založení v roce 1948. V té době se vláda Pchjongjangu snažila znovu dobýt oficiální hlavní město Koreje, Soul. Pchjongjang byl opět vážně poškozen v korejské válce, během níž byl krátce okupován jihokorejskými silami od 19. října do 6. prosince 1950. Město muselo mnoho uprchlíků evakuovat, když postupující čínské síly tlačily na jih směrem k Pchjongjangu. Síly OSN dohlížely na evakuaci uprchlíků, kteří v prosinci 1950 ustupovali z Pchjongjangu.  V roce 1952 byl cílem největšího leteckého náletu celé války, kterého se zúčastnilo 1 400 letadel OSN.
Již během války se plánovala rekonstrukce města. 27. července 1953 – v den, kdy bylo podepsáno příměří mezi Severní a Jižní Koreou – Pchjongjangská revue napsala: "Zatímco ulice byly v plamenech, výstava ukazující obecný plán obnovy Pchjongjangu se konala v Podzemním Divadle Moranbong, protileteckém krytu vlády pod Moranbongem. "Na cestě za vítězstvím... Ohňostroj, který tryskal vysoko na noční oblohu hlavního města v dělovém pozdravu, krátce osvětlil stavební plán města, které brzy vyroste s novým vzhledem.  Po válce bylo město rychle přestavěno s pomocí Sovětského svazu a mnoho budov bylo postaveno ve stylu stalinistické architektury. Plány moderního města Pchjongjang byly poprvé vystaveny veřejnosti v divadelní budově. Kim Jung-hee, jeden ze zakládajících členů Korejské aliance architektů, který studoval architekturu v předválečném Japonsku, byl jmenován Kim Ir-senem, aby navrhl hlavní plán města. Moskevský architektonický institut navrhl "Komplexní plán rekonstrukce a výstavby města Pchjongjang" v roce 1951 a byl oficiálně přijat v roce 1953. Začala transformace na moderní, propagandou navržené město s architekturou ve stylu Stalina s korejským uspořádáním (a další modernistickou architekturou, o které se říkalo, že byla velmi ovlivněna brazilským architektem Oscarem Niemeyerem).  Ústava z roku 1972 oficiálně prohlásila Pchjongjang za hlavní město.
V rámci RVHP do KLDR dodávala stroje a zboží také i bývalá Československá socialistická republika. Díky této pomoci ještě dnes po ulicích města jezdí české tramvaje a autobusy. V letech 1965-1972 bylo vybudováno metro včetně panelových sídlišť. Korejská strana práce se pokoušela, ač neúspěšně, postavit největší hotel světa – Rjugjong.
Od roku 1991, kdy došlo k prudkému zhoršení ekonomické situace v celé KLDR v důsledku pádu Sovětského svazu, dochází k chátrání většiny domů a nedostatku elektrické energie. Přesto v rámci celé země je situace v Pchjongjangu relativně dobrá.[zdroj?]
Pchjongjang je kromě toho též i městem privilegovaným. Pro vstup do města včetně přestěhování se z venkova je vyžadováno povolení od příslušných úřadů. Naopak nepohodlní občané mohou být z města vystěhováni na venkov.
Pchjongjang spolu se Soulem zahájil nabídku na pořádání letních olympijských her v roce 2032, ale neuspěl na společném seznamu kandidátů města.

## Doprava

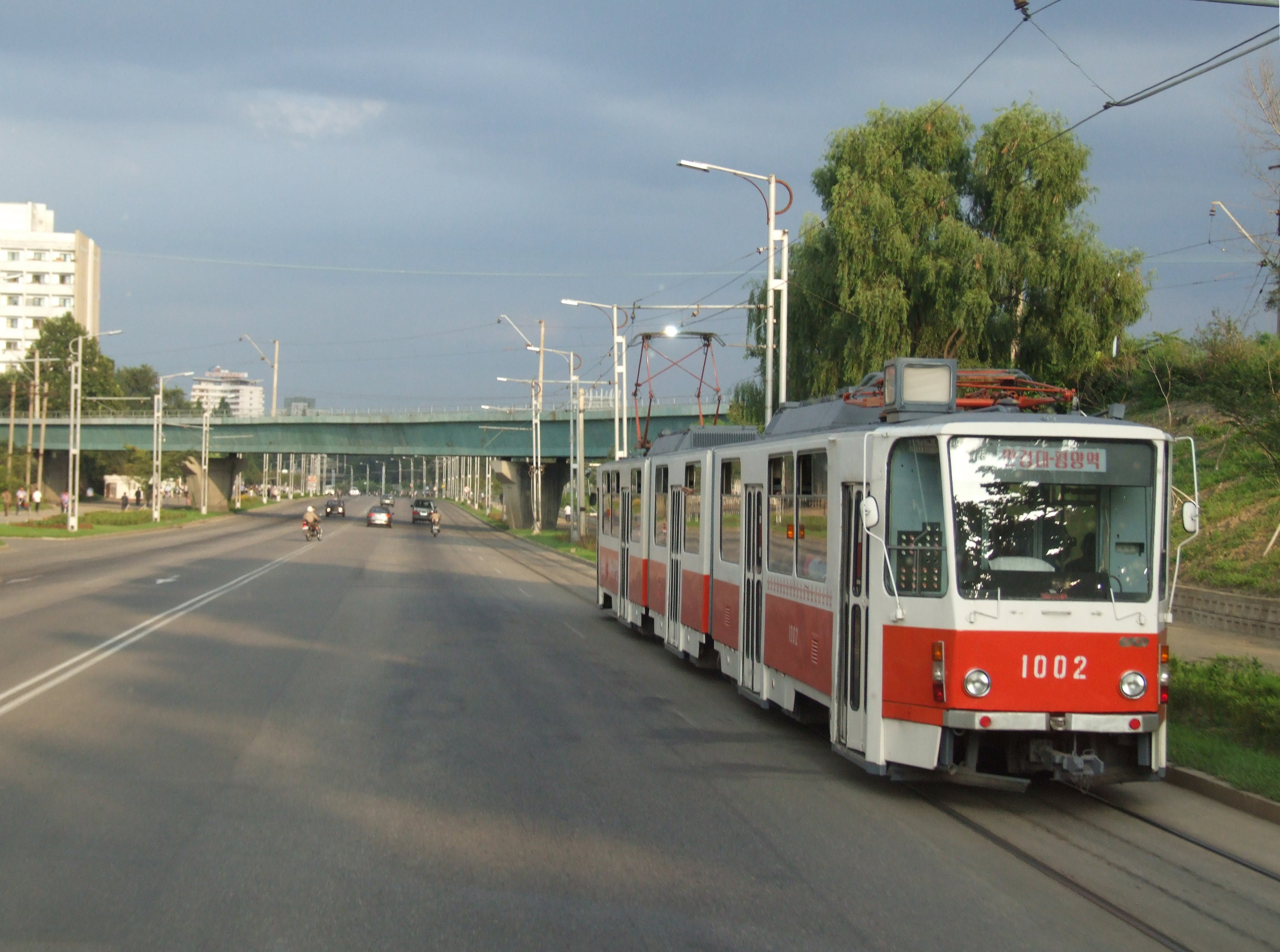
Tramvaj Československé výroby KT8D5 v Pchjongjangu

Přestože se jedná o skoro třímilionovou metropoli, nevyskytuje se zde téměř žádná automobilová doprava.[zdroj?] Soukromé osobní vlastnictví automobilů se se severokorejskou ideologií vylučuje, ale přesto je možné na silnicích pozorovat auta západních značek, která patří privilegovaných rodinám. Pchjongjangské ulice tak nejčastěji brázdí trolejbusy a autobusy městské hromadné dopravy a auta vládních, armádních a státních institucí.
Pchjongjangské metro tvoří dvě linky o celkové délce 22,5 km. Metro, stavěné v podobném stylu jako metro v Moskvě, bývá ale často kvůli nedostatku elektřiny mimo provoz. Páteří systému MHD je tedy síť tramvají a doplňující síť trolejbusů.
Velká část obyvatel chodí pěšky, nebo jezdí na kole. Jízdních kol je tu však proti jiným asijským velkoměstům také podstatně méně, kolo je zde považováno za luxus a k jeho pořízení je kromě vysoké ceny potřeba dobrozdání od zaměstnavatele a pracovního kolektivu.[zdroj?]
Nedaleko města se nachází mezinárodní letiště Sunan, odkud dvakrát týdně odlétá jedno letadlo do Pekingu. Ostatní lety jsou charterové.

## Stavby

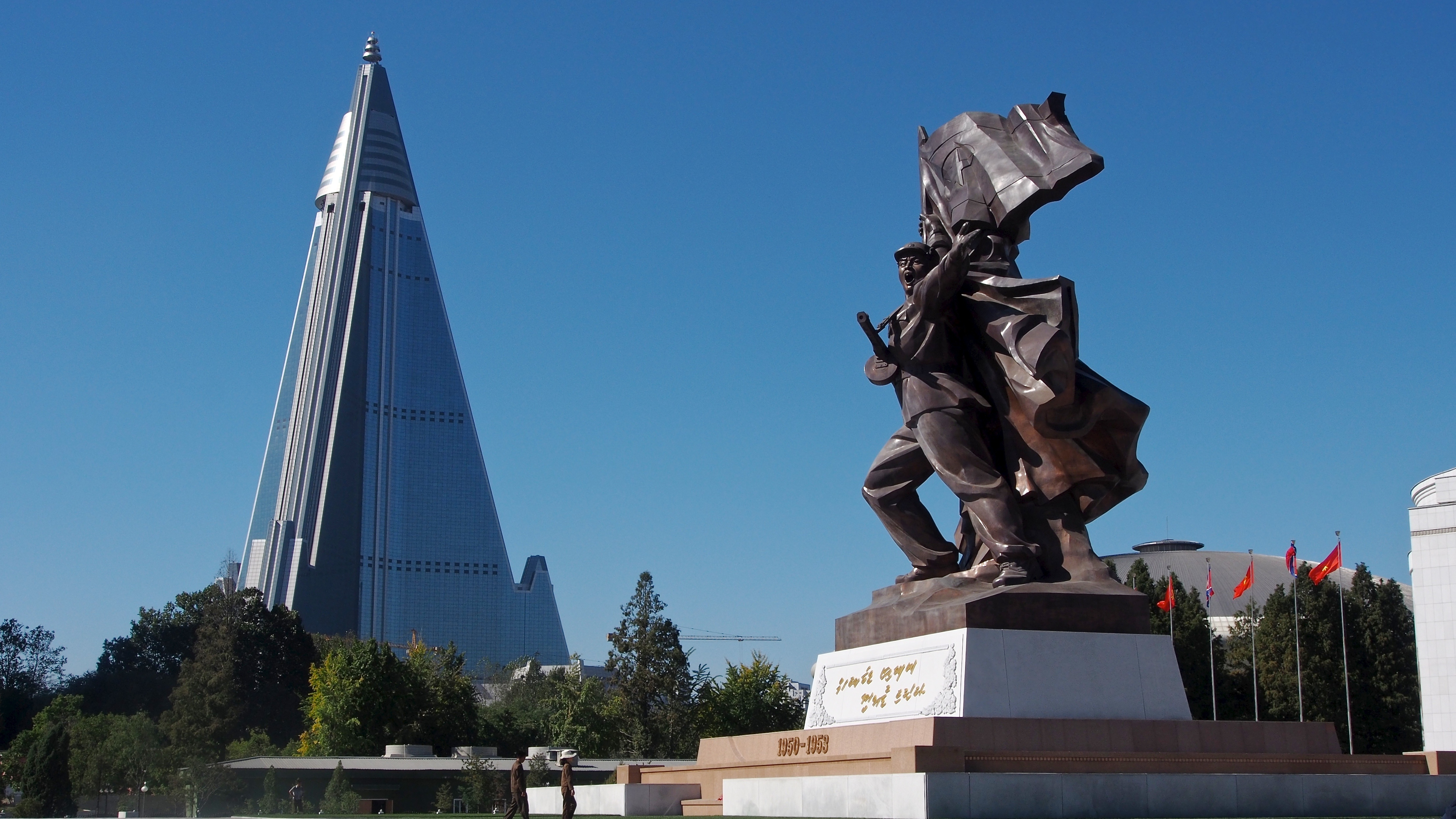
Hotel Rjugjong a část Památníku vítězné vlastenecké osvobozenecké války.

- Hotel Rjugjong – nejvyšší stavba ve městě. Stavební práce zahájeny v roce 1987, ale z nedostatku financí ukončeny 1992.
- Mezinárodní hotel Janggakto
- Hotel Korjo
- Vítězný oblouk druhý nejvyšší triumfální oblouk na světě,
- Kim Ir-senův stadion
- Stadion 1. máje Rungrado pro 150 tisíc diváků s titanovou střechou
- 150 m vysoká televizní věž
- Palác slunce Kumsusan – mauzoleum Kim Ir-sena a jeho syna Kim Čong-ila
- výstavní sídliště podél ulice Kwangbok v západním Pchjongjangu
- Velká lidová studovna na Kim Ir-senově náměstí
- Velký památník Mansudae s 20 metrů vysokými sochami Kim Ir-sena a Kim Čong-ila
- Věž Čučche - dominanta města
- Kim Ir-senova univerzita - první univerzita v zemi založená roku 1946.

## Partnerská města

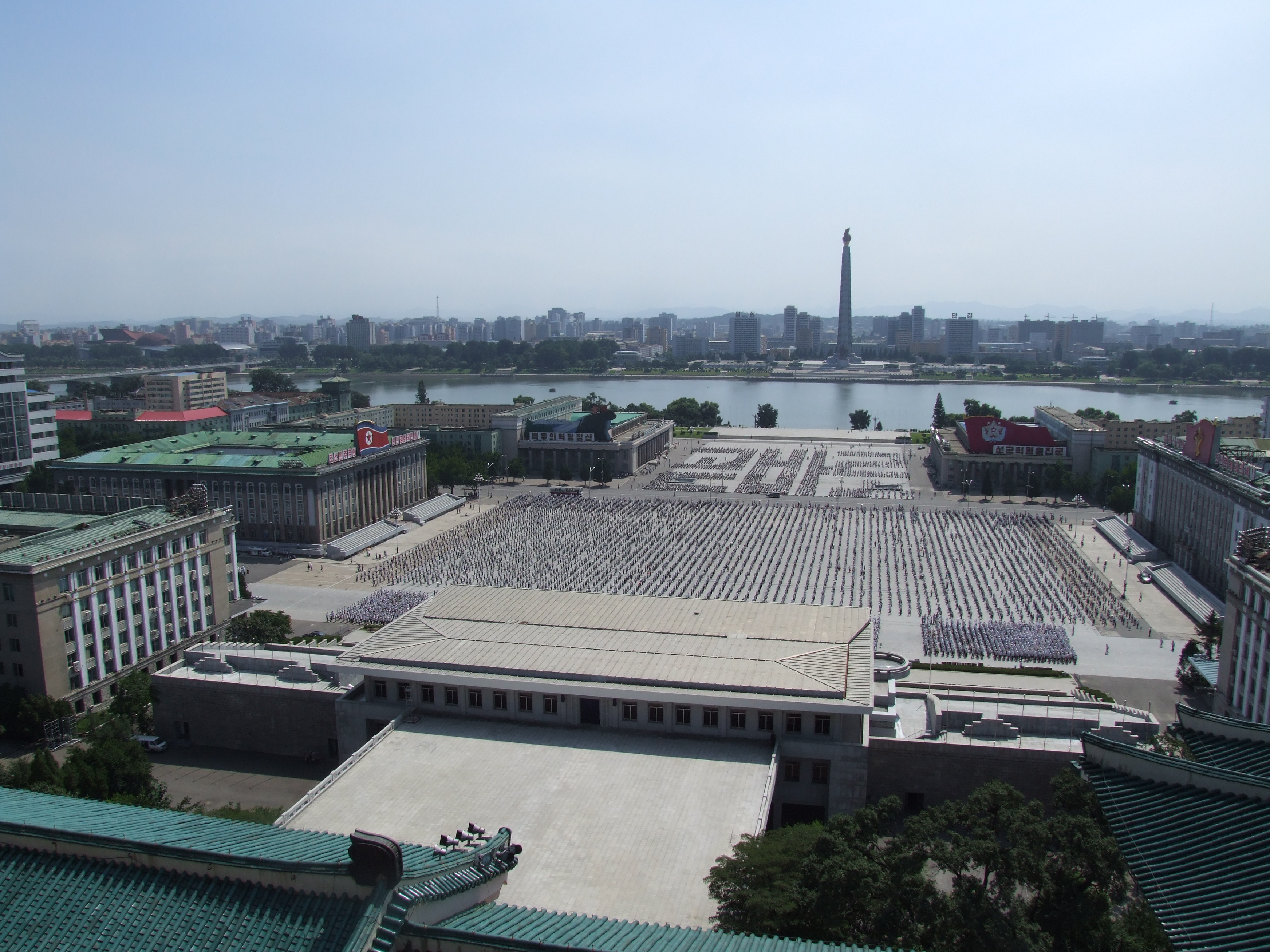
Pohled na město s Věží Čučche, symbolem vládnoucí Korejské strany práce.

Pchjongjang má partnerská města:
- Bagdád, Irák
- Čiang Mai, Thajsko
- Dubaj, Spojené arabské emiráty
- Jakarta, Indonésie
- Káthmándú, Nepál
- Moskva, Rusko
- Tchien-ťin, Čína
- Ulánbátar, Mongolsko